# Nicky van Leeuwen
Nicky van Leeuwen (7 juli 1994) is een Nederlands marathonschaatsster en langebaanschaatsster.
In 2020 startte Van Leeuwen op de massastart bij de NK Afstanden.

## Records

### Persoonlijke records[3]
| Afstand    | Tijd    | Datum           | Baan       |
| ---------- | ------- | --------------- | ---------- |
| 500 meter  | 42,52   | 19 januari 2014 | Heerenveen |
| 1000 meter | 1.24,14 | 5 januari 2014  | Utrecht    |
| 1500 meter | 2.07,41 | 19 januari 2014 | Heerenveen |
| 3000 meter | 4.27,22 | 10 oktober 2015 | Erfurt     |
| 5000 meter | 7.33,82 | 2 maart 2014    | Enschede   |